# Diaporthe inaequalis
Diaporthe inaequalis är en svampart som först beskrevs av Curr., och fick sitt nu gällande namn av Nitschke 1867. Diaporthe inaequalis ingår i släktet Diaporthe och familjen Diaporthaceae.  Arten är reproducerande i Sverige. Inga underarter finns listade i Catalogue of Life.